# Frumenta
Frumenta is een geslacht van vlinders van de familie tastermotten (Gelechiidae).

## Soorten
- F. nephelomicta (Meyrick, 1930)
- F. nundinella (Zeller, 1873)